# Keisuke Kumazawa
Keisuke Kumazawa (熊澤 圭祐 Kumazawa Keisuke?), född 29 juni 1989 i Aichi prefektur, är en japansk före detta fotbollsspelare.
Kumazawa började sin karriär 2012 i Gainare Tottori. Efter Gainare Tottori spelade han för Toyota Shukyu-Dan och Maruyasu Okazaki. Han avslutade karriären 2019.